# Günther von Krosigk
Günther von Krosigk (Treptow an der Rega, 13 settembre 1860 – Brumby, 16 giugno 1938) è stato un ammiraglio tedesco, che fu comandante dell'Ostasiengeschwader tra il 1911 e il 1912, e poi direttore del Dipartimento costruzioni navali dell'Ufficio navale imperiale tedesco (Reichsmarineamt) a Berlino. Tra il 1 aprile 1914 e il 29 dicembre 1918 fu comandante della stazione navale del Mare del Nord (Marinestation der Nordsee) e governatore militare delle fortificazioni e del porto di guerra di Wilhelmshaven.

## Biografia

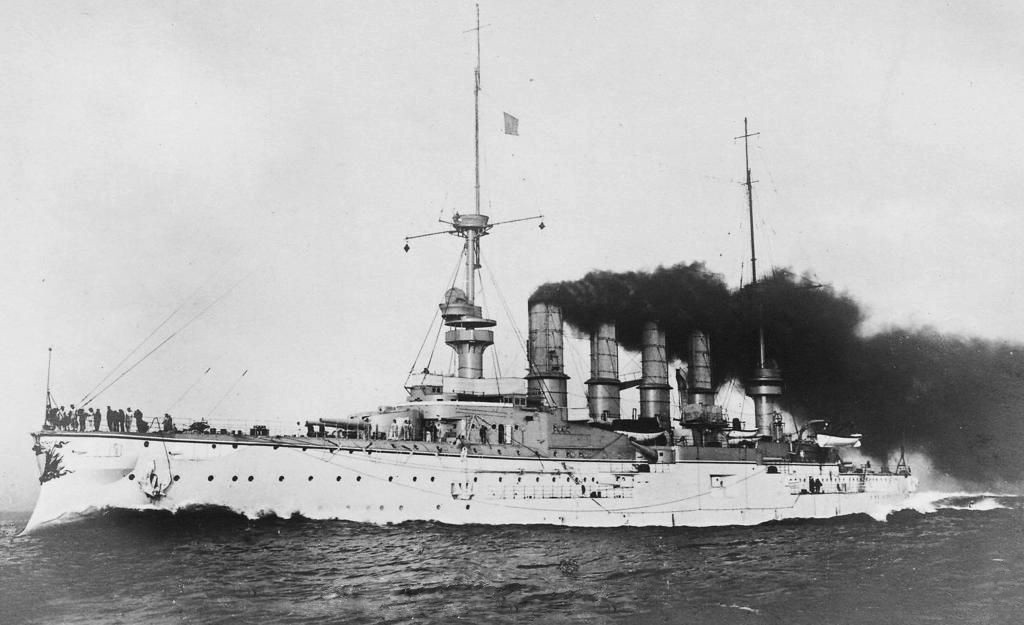
L'incrociatore corazzato Scharnhorst, nave ammiraglia dell'Ostasiengeschwader.

Nacque a Treptow an der Rega il 13 settembre 1860,  figlio maggiore del tenente generale prussiano Rudolf von Krosigk (1817-1874) e di Antoinette, nata von Krosigk (1821-1866). Suo padre morì quendo egli aveva l'età di 14 anni. Nel 1877 si arruolò come cadetto nella Kaiserliche Marine scalando rapidamente la gerarchia militare. Il 14 maggio 1896 sposò a sposò a Drestedt la signorina Marie von Veltheim, dalla quale ebbe tre figli, Rudolf (1897), Fritz (1901) e Günther (1904). Promosso Kapitän zur See, nel 1905 entrò in servizio presso il Marinekabinett, che aveva la responsabilità dei comandi navali, degli ufficiali, degli ingegneri, e dei depositi navali e delle munizioni.  Promosso contrammiraglio, nel 1911 fu nominato comandante dello Ostasiengeschwader, operante nell'Oceano Pacifico, in sostituzione del contrammiraglio Erich Gühler, deceduto ad Hong Kong il 21 gennaio dello stesso anno. Alzata la sua insegna sull'incrociatore corazzato Scharnhorst, operò con la sua squadra lungo le coste della Cina, durante la rivoluzione Xinhai scoppiata in il 10 ottobre 1911. Il 4 dicembre 1914 lasciò il comando al contrammiraglio Maximilian von Spee e rientrò in Germania. Promosso viceammiraglio, fu nominato direttore del Dipartimento costruzioni navali dell'ufficio navale imperiale tedesco (Reichsmarineamt) a Berlino. Il 1 aprile 1914 divenne comandante della stazione navale del Mare del Nord (Marinestation der Nordsee) e governatore militare delle fortificazioni e del porto di guerra di Wilhelmshaven, sostituendo l'ammiraglio August von Heeringen. Il 22 marzo 1915, in piena prima guerra mondiale, fu elevato al rango di ammiraglio.  Lasciò il suo incarico a Wilhelmshaven il 29 dicembre 1918, sostituito da Andreas Michelsen.
Durante la fase iniziale della rivoluzione di novembre (3 novembre 1918-11 agosto 1919) avviò dei negoziati con il presidente rivoluzionario del Libero Stato di Oldenburg, Bernhard Kuhnt. L'8 gennaio 1919 fu messo in pensione e trascorse il resto della sua vita a Brumby, vicino a Calbe sul fiume Saale. Si spense a Brumby il 16 giugno 1938.

### Fonti
1. ↑  Bradley, Hildebrand, Henriot 1989, pp. 315-316.
2. 1 2 3 4  Agstner 2014, p. 210.
3. ↑  Franken 2015, p. 151.
4. 1 2 3  Morgan-Owen, Halewood 2020, p. 201.
5. 1 2 3  Brune 1987, p. 103.